# Bielice
Bielice è un comune rurale polacco del distretto di Pyrzyce, nel voivodato della Pomerania Occidentale.
Ricopre una superficie di 84,12 km² e nel 2007 contava 2 952 abitanti.